# Жюль Жоффрен (станция метро)
Жюль Жоффрен (фр. Jules Joffrin) — станция линии 12 Парижского метрополитена, расположенная в XVIII округе Парижа. Названа в честь депутата Национальной ассамблеи Франции и консула XVIII округа Парижа Жюля Жоффрена. Рядом со станцией находятся церковь Нотр-Дам-де-Клиньянкур и администрация XVIII округа.

## История
- Станция открылась 31 октября 1912 года в конце пускового участка Пигаль — Жюль Жоффрен. До 23 августа 1916 года, когда открылось продление до станции Порт-де-ля-Шапель, станция была конечной на линии А компании Север-Юг (с 1931 года — линия 12 Парижского метрополитена).[2] .
- Пассажиропоток по станции по входу в 2011 году, по данным RATP, составил 4 384 318 человек[3]. В 2013 году этот показатель вырос до 4 441 668 пассажиров (106 место по уровню входного пассажиропотока в Парижском метро)[4]

## Путевое развитие
К востоку от станции располагается пошёрстный съезд. 

## Галерея

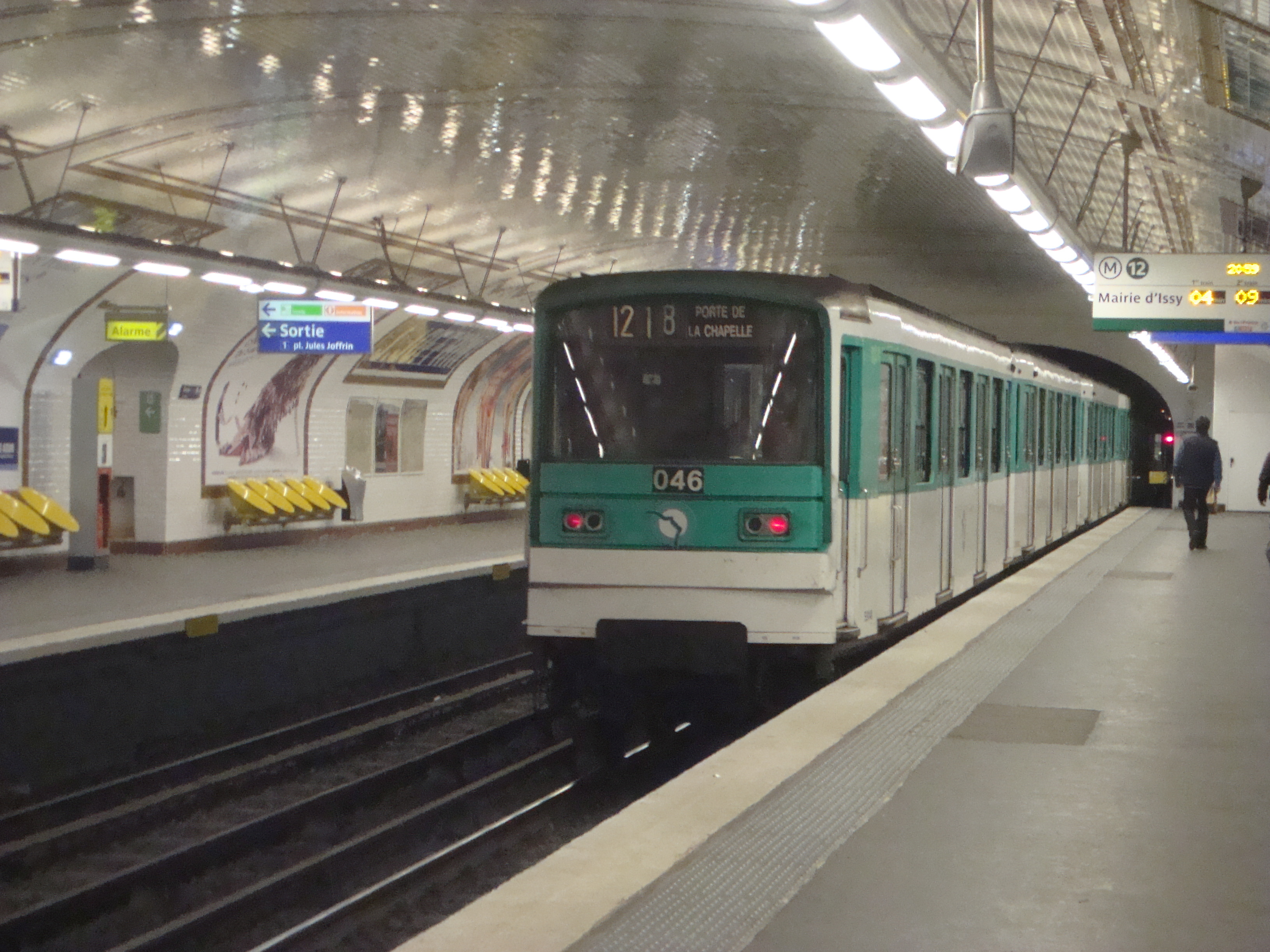
Состав серии MF 67 на станции